# 古洛線
古洛線（こらくせん、中国語: 古洛铁路）は中華人民共和国の中国国鉄の鉄道路線。 黒竜江省大興安嶺地区漠河市の古蓮駅と洛古河駅を結ぶ予定の全長85kmの路線である。中国最北端の鉄道路線である。

## 概要
実質的に富西線の延長線である。2012年に一期区間として古蓮駅 - 月牙湖駅間が開業し、2016年現在では月牙湖駅が中国最北端の鉄道駅である。二期区間として月牙湖駅 - 洛古河駅間が建設中であり、洛古河駅からは更にロシア連邦との間にアムール川（黒竜江）を跨ぐ鉄橋が建設される予定である。